# 百武裕司
百武裕司（日语：／ Hyakutake Yūji，1950年7月7日—2002年4月10日}}）為日本業餘天文學家，因於1996年發現著名明亮彗星C/1996 B2而成名。

## 生平
1950年，百武裕司生於長崎縣島原市，中學時代的百武先生已迷上天文學，還加入高中的地理學會。之後他畢業於九州產業大學攝影系，並於福岡報社工作。
1989年，百武裕司開始搜索彗星，1993年移居鹿兒島縣姶良町。1995年12月25日，他以大口徑雙筒望遠鏡25*150獨立發現C/1995 Y1。
1996年1月30日，百武裕司以同樣器材發現C/1996 B2（百武彗星），後者因為接近地球時亮度接近0等，肉眼易見，3月底時更拖著接近100度長的彗尾，成爲世紀大彗星之一；亦因兩個月內接連發現兩顆彗星，百武亦因此聲名大噪。
1996年3月美國芝加哥Adler天文館邀請百武裕司為特別貴賓，並成為該市的榮譽市民，9月他成為日本姶良町(Aira)天文台及博物館館長，直至逝世。同年11月，百武裕司當選鹿兒島縣榮譽縣民，其他榮譽還有「日本天文學會天體發現獎」、「東亞天文學會天體發現獎」。
2000年5月27日，日本清里大友天文台大友哲把他在1991年12月13日發現的小行星7291命名為「百武」。
2002年4月10日晚上7點47分，他於因為主動脈的動脈瘤內出血在鹿兒島縣國分市醫院猝逝。
百武裕司妻子為百武昭子，夫妻育有兩子。

## 外部連結
- 百武裕司畫廊
- 日本姶良町Aira天文台 （页面存档备份，存于）